# 1632
Portal Geschichte | Portal Biografien | Aktuelle Ereignisse | Jahreskalender | Tagesartikel

◄ |
16. Jahrhundert |
17. Jahrhundert
| 18. Jahrhundert | ►

◄ |
1600er |
1610er |
1620er |
1630er
| 1640er | 1650er | 1660er | ►

◄◄ |
◄ |
1628 |
1629 |
1630 |
1631 |
1632
| 1633 | 1634 | 1635 | 1636 | ► | ►►
Staatsoberhäupter  · Nekrolog · Kunstjahr  · Musikjahr
| Januar | Januar | Januar | Januar | Januar | Januar | Januar | Januar |
| Kw     | Mo     | Di     | Mi     | Do     | Fr     | Sa     | So     |
| ------ | ------ | ------ | ------ | ------ | ------ | ------ | ------ |
| 1      |        |        |        | 1      | 2      | 3      | 4      |
| 2      | 5      | 6      | 7      | 8      | 9      | 10     | 11     |
| 3      | 12     | 13     | 14     | 15     | 16     | 17     | 18     |
| 4      | 19     | 20     | 21     | 22     | 23     | 24     | 25     |
| 5      | 26     | 27     | 28     | 29     | 30     | 31     |        |

| Februar | Februar | Februar | Februar | Februar | Februar | Februar | Februar |
| Kw      | Mo      | Di      | Mi      | Do      | Fr      | Sa      | So      |
| ------- | ------- | ------- | ------- | ------- | ------- | ------- | ------- |
| 5       |         |         |         |         |         |         | 1       |
| 6       | 2       | 3       | 4       | 5       | 6       | 7       | 8       |
| 7       | 9       | 10      | 11      | 12      | 13      | 14      | 15      |
| 8       | 16      | 17      | 18      | 19      | 20      | 21      | 22      |
| 9       | 23      | 24      | 25      | 26      | 27      | 28      | 29      |

| März | März | März | März | März | März | März | März |
| Kw   | Mo   | Di   | Mi   | Do   | Fr   | Sa   | So   |
| ---- | ---- | ---- | ---- | ---- | ---- | ---- | ---- |
| 10   | 1    | 2    | 3    | 4    | 5    | 6    | 7    |
| 11   | 8    | 9    | 10   | 11   | 12   | 13   | 14   |
| 12   | 15   | 16   | 17   | 18   | 19   | 20   | 21   |
| 13   | 22   | 23   | 24   | 25   | 26   | 27   | 28   |
| 14   | 29   | 30   | 31   |      |      |      |      |

| April | April | April | April | April | April | April | April |
| Kw    | Mo    | Di    | Mi    | Do    | Fr    | Sa    | So    |
| ----- | ----- | ----- | ----- | ----- | ----- | ----- | ----- |
| 14    |       |       |       | 1     | 2     | 3     | 4     |
| 15    | 5     | 6     | 7     | 8     | 9     | 10    | 11    |
| 16    | 12    | 13    | 14    | 15    | 16    | 17    | 18    |
| 17    | 19    | 20    | 21    | 22    | 23    | 24    | 25    |
| 18    | 26    | 27    | 28    | 29    | 30    |       |       |

| Mai | Mai | Mai | Mai | Mai | Mai | Mai | Mai |
| Kw  | Mo  | Di  | Mi  | Do  | Fr  | Sa  | So  |
| --- | --- | --- | --- | --- | --- | --- | --- |
| 18  |     |     |     |     |     | 1   | 2   |
| 19  | 3   | 4   | 5   | 6   | 7   | 8   | 9   |
| 20  | 10  | 11  | 12  | 13  | 14  | 15  | 16  |
| 21  | 17  | 18  | 19  | 20  | 21  | 22  | 23  |
| 22  | 24  | 25  | 26  | 27  | 28  | 29  | 30  |
| 23  | 31  |     |     |     |     |     |     |

| Juni | Juni | Juni | Juni | Juni | Juni | Juni | Juni |
| Kw   | Mo   | Di   | Mi   | Do   | Fr   | Sa   | So   |
| ---- | ---- | ---- | ---- | ---- | ---- | ---- | ---- |
| 23   |      | 1    | 2    | 3    | 4    | 5    | 6    |
| 24   | 7    | 8    | 9    | 10   | 11   | 12   | 13   |
| 25   | 14   | 15   | 16   | 17   | 18   | 19   | 20   |
| 26   | 21   | 22   | 23   | 24   | 25   | 26   | 27   |
| 27   | 28   | 29   | 30   |      |      |      |      |

| Juli | Juli | Juli | Juli | Juli | Juli | Juli | Juli |
| Kw   | Mo   | Di   | Mi   | Do   | Fr   | Sa   | So   |
| ---- | ---- | ---- | ---- | ---- | ---- | ---- | ---- |
| 27   |      |      |      | 1    | 2    | 3    | 4    |
| 28   | 5    | 6    | 7    | 8    | 9    | 10   | 11   |
| 29   | 12   | 13   | 14   | 15   | 16   | 17   | 18   |
| 30   | 19   | 20   | 21   | 22   | 23   | 24   | 25   |
| 31   | 26   | 27   | 28   | 29   | 30   | 31   |      |

| August | August | August | August | August | August | August | August |
| Kw     | Mo     | Di     | Mi     | Do     | Fr     | Sa     | So     |
| ------ | ------ | ------ | ------ | ------ | ------ | ------ | ------ |
| 31     |        |        |        |        |        |        | 1      |
| 32     | 2      | 3      | 4      | 5      | 6      | 7      | 8      |
| 33     | 9      | 10     | 11     | 12     | 13     | 14     | 15     |
| 34     | 16     | 17     | 18     | 19     | 20     | 21     | 22     |
| 35     | 23     | 24     | 25     | 26     | 27     | 28     | 29     |
| 36     | 30     | 31     |        |        |        |        |        |

| September | September | September | September | September | September | September | September |
| Kw        | Mo        | Di        | Mi        | Do        | Fr        | Sa        | So        |
| --------- | --------- | --------- | --------- | --------- | --------- | --------- | --------- |
| 36        |           |           | 1         | 2         | 3         | 4         | 5         |
| 37        | 6         | 7         | 8         | 9         | 10        | 11        | 12        |
| 38        | 13        | 14        | 15        | 16        | 17        | 18        | 19        |
| 39        | 20        | 21        | 22        | 23        | 24        | 25        | 26        |
| 40        | 27        | 28        | 29        | 30        |           |           |           |

| Oktober | Oktober | Oktober | Oktober | Oktober | Oktober | Oktober | Oktober |
| Kw      | Mo      | Di      | Mi      | Do      | Fr      | Sa      | So      |
| ------- | ------- | ------- | ------- | ------- | ------- | ------- | ------- |
| 40      |         |         |         |         | 1       | 2       | 3       |
| 41      | 4       | 5       | 6       | 7       | 8       | 9       | 10      |
| 42      | 11      | 12      | 13      | 14      | 15      | 16      | 17      |
| 43      | 18      | 19      | 20      | 21      | 22      | 23      | 24      |
| 44      | 25      | 26      | 27      | 28      | 29      | 30      | 31      |

| November | November | November | November | November | November | November | November |
| Kw       | Mo       | Di       | Mi       | Do       | Fr       | Sa       | So       |
| -------- | -------- | -------- | -------- | -------- | -------- | -------- | -------- |
| 45       | 1        | 2        | 3        | 4        | 5        | 6        | 7        |
| 46       | 8        | 9        | 10       | 11       | 12       | 13       | 14       |
| 47       | 15       | 16       | 17       | 18       | 19       | 20       | 21       |
| 48       | 22       | 23       | 24       | 25       | 26       | 27       | 28       |
| 49       | 29       | 30       |          |          |          |          |          |

| Dezember | Dezember | Dezember | Dezember | Dezember | Dezember | Dezember | Dezember |
| Kw       | Mo       | Di       | Mi       | Do       | Fr       | Sa       | So       |
| -------- | -------- | -------- | -------- | -------- | -------- | -------- | -------- |
| 49       |          |          | 1        | 2        | 3        | 4        | 5        |
| 50       | 6        | 7        | 8        | 9        | 10       | 11       | 12       |
| 51       | 13       | 14       | 15       | 16       | 17       | 18       | 19       |
| 52       | 20       | 21       | 22       | 23       | 24       | 25       | 26       |
| 53       | 27       | 28       | 29       | 30       | 31       |          |          |

| Januar | Januar | Januar | Januar | Januar | Januar | Januar | Januar |
| Kw     | Mo     | Di     | Mi     | Do     | Fr     | Sa     | So     |
| ------ | ------ | ------ | ------ | ------ | ------ | ------ | ------ |
| 1      |        |        |        | 1      | 2      | 3      | 4      |
| 2      | 5      | 6      | 7      | 8      | 9      | 10     | 11     |
| 3      | 12     | 13     | 14     | 15     | 16     | 17     | 18     |
| 4      | 19     | 20     | 21     | 22     | 23     | 24     | 25     |
| 5      | 26     | 27     | 28     | 29     | 30     | 31     |        |

| Februar | Februar | Februar | Februar | Februar | Februar | Februar | Februar |
| Kw      | Mo      | Di      | Mi      | Do      | Fr      | Sa      | So      |
| ------- | ------- | ------- | ------- | ------- | ------- | ------- | ------- |
| 5       |         |         |         |         |         |         | 1       |
| 6       | 2       | 3       | 4       | 5       | 6       | 7       | 8       |
| 7       | 9       | 10      | 11      | 12      | 13      | 14      | 15      |
| 8       | 16      | 17      | 18      | 19      | 20      | 21      | 22      |
| 9       | 23      | 24      | 25      | 26      | 27      | 28      | 29      |

| März | März | März | März | März | März | März | März |
| Kw   | Mo   | Di   | Mi   | Do   | Fr   | Sa   | So   |
| ---- | ---- | ---- | ---- | ---- | ---- | ---- | ---- |
| 10   | 1    | 2    | 3    | 4    | 5    | 6    | 7    |
| 11   | 8    | 9    | 10   | 11   | 12   | 13   | 14   |
| 12   | 15   | 16   | 17   | 18   | 19   | 20   | 21   |
| 13   | 22   | 23   | 24   | 25   | 26   | 27   | 28   |
| 14   | 29   | 30   | 31   |      |      |      |      |

| April | April | April | April | April | April | April | April |
| Kw    | Mo    | Di    | Mi    | Do    | Fr    | Sa    | So    |
| ----- | ----- | ----- | ----- | ----- | ----- | ----- | ----- |
| 14    |       |       |       | 1     | 2     | 3     | 4     |
| 15    | 5     | 6     | 7     | 8     | 9     | 10    | 11    |
| 16    | 12    | 13    | 14    | 15    | 16    | 17    | 18    |
| 17    | 19    | 20    | 21    | 22    | 23    | 24    | 25    |
| 18    | 26    | 27    | 28    | 29    | 30    |       |       |

| Mai | Mai | Mai | Mai | Mai | Mai | Mai | Mai |
| Kw  | Mo  | Di  | Mi  | Do  | Fr  | Sa  | So  |
| --- | --- | --- | --- | --- | --- | --- | --- |
| 18  |     |     |     |     |     | 1   | 2   |
| 19  | 3   | 4   | 5   | 6   | 7   | 8   | 9   |
| 20  | 10  | 11  | 12  | 13  | 14  | 15  | 16  |
| 21  | 17  | 18  | 19  | 20  | 21  | 22  | 23  |
| 22  | 24  | 25  | 26  | 27  | 28  | 29  | 30  |
| 23  | 31  |     |     |     |     |     |     |

| Juni | Juni | Juni | Juni | Juni | Juni | Juni | Juni |
| Kw   | Mo   | Di   | Mi   | Do   | Fr   | Sa   | So   |
| ---- | ---- | ---- | ---- | ---- | ---- | ---- | ---- |
| 23   |      | 1    | 2    | 3    | 4    | 5    | 6    |
| 24   | 7    | 8    | 9    | 10   | 11   | 12   | 13   |
| 25   | 14   | 15   | 16   | 17   | 18   | 19   | 20   |
| 26   | 21   | 22   | 23   | 24   | 25   | 26   | 27   |
| 27   | 28   | 29   | 30   |      |      |      |      |

| Juli | Juli | Juli | Juli | Juli | Juli | Juli | Juli |
| Kw   | Mo   | Di   | Mi   | Do   | Fr   | Sa   | So   |
| ---- | ---- | ---- | ---- | ---- | ---- | ---- | ---- |
| 27   |      |      |      | 1    | 2    | 3    | 4    |
| 28   | 5    | 6    | 7    | 8    | 9    | 10   | 11   |
| 29   | 12   | 13   | 14   | 15   | 16   | 17   | 18   |
| 30   | 19   | 20   | 21   | 22   | 23   | 24   | 25   |
| 31   | 26   | 27   | 28   | 29   | 30   | 31   |      |

| August | August | August | August | August | August | August | August |
| Kw     | Mo     | Di     | Mi     | Do     | Fr     | Sa     | So     |
| ------ | ------ | ------ | ------ | ------ | ------ | ------ | ------ |
| 31     |        |        |        |        |        |        | 1      |
| 32     | 2      | 3      | 4      | 5      | 6      | 7      | 8      |
| 33     | 9      | 10     | 11     | 12     | 13     | 14     | 15     |
| 34     | 16     | 17     | 18     | 19     | 20     | 21     | 22     |
| 35     | 23     | 24     | 25     | 26     | 27     | 28     | 29     |
| 36     | 30     | 31     |        |        |        |        |        |

| September | September | September | September | September | September | September | September |
| Kw        | Mo        | Di        | Mi        | Do        | Fr        | Sa        | So        |
| --------- | --------- | --------- | --------- | --------- | --------- | --------- | --------- |
| 36        |           |           | 1         | 2         | 3         | 4         | 5         |
| 37        | 6         | 7         | 8         | 9         | 10        | 11        | 12        |
| 38        | 13        | 14        | 15        | 16        | 17        | 18        | 19        |
| 39        | 20        | 21        | 22        | 23        | 24        | 25        | 26        |
| 40        | 27        | 28        | 29        | 30        |           |           |           |

| Oktober | Oktober | Oktober | Oktober | Oktober | Oktober | Oktober | Oktober |
| Kw      | Mo      | Di      | Mi      | Do      | Fr      | Sa      | So      |
| ------- | ------- | ------- | ------- | ------- | ------- | ------- | ------- |
| 40      |         |         |         |         | 1       | 2       | 3       |
| 41      | 4       | 5       | 6       | 7       | 8       | 9       | 10      |
| 42      | 11      | 12      | 13      | 14      | 15      | 16      | 17      |
| 43      | 18      | 19      | 20      | 21      | 22      | 23      | 24      |
| 44      | 25      | 26      | 27      | 28      | 29      | 30      | 31      |

| November | November | November | November | November | November | November | November |
| Kw       | Mo       | Di       | Mi       | Do       | Fr       | Sa       | So       |
| -------- | -------- | -------- | -------- | -------- | -------- | -------- | -------- |
| 45       | 1        | 2        | 3        | 4        | 5        | 6        | 7        |
| 46       | 8        | 9        | 10       | 11       | 12       | 13       | 14       |
| 47       | 15       | 16       | 17       | 18       | 19       | 20       | 21       |
| 48       | 22       | 23       | 24       | 25       | 26       | 27       | 28       |
| 49       | 29       | 30       |          |          |          |          |          |

| Dezember | Dezember | Dezember | Dezember | Dezember | Dezember | Dezember | Dezember |
| Kw       | Mo       | Di       | Mi       | Do       | Fr       | Sa       | So       |
| -------- | -------- | -------- | -------- | -------- | -------- | -------- | -------- |
| 49       |          |          | 1        | 2        | 3        | 4        | 5        |
| 50       | 6        | 7        | 8        | 9        | 10       | 11       | 12       |
| 51       | 13       | 14       | 15       | 16       | 17       | 18       | 19       |
| 52       | 20       | 21       | 22       | 23       | 24       | 25       | 26       |
| 53       | 27       | 28       | 29       | 30       | 31       |          |          |

## Ereignisse

### Politik und Weltgeschehen

#### Dreißigjähriger Krieg/Achtzigjähriger Krieg

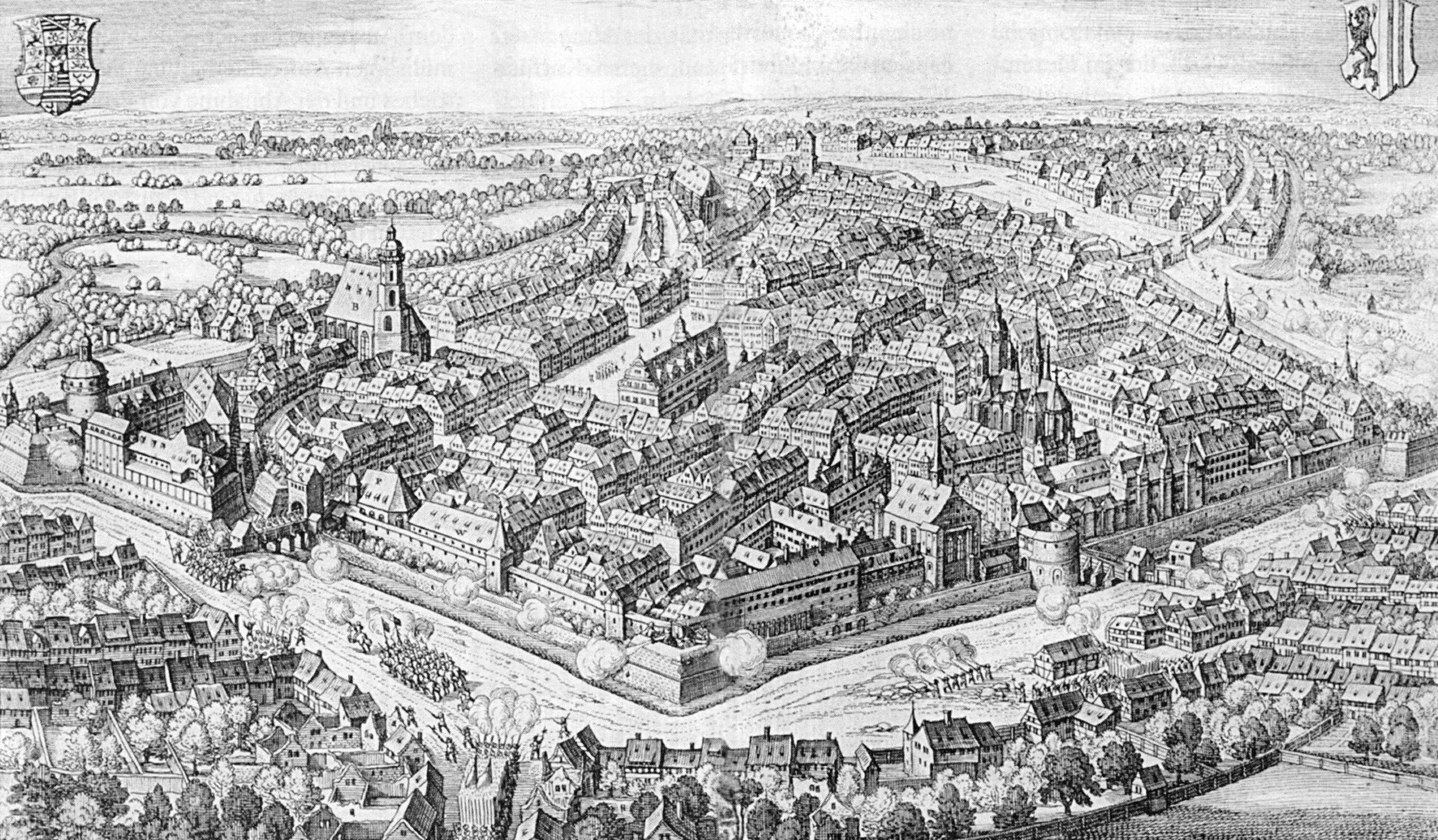
Belagerung Leipzigs durch Heinrich von Holk 1632

- 09. März: In der Schlacht bei Bamberg siegt Johann T’Serclaes von Tilly über die Schweden.
- 16. März: Belagerung der Stadt Donauwörth durch schwedische Truppen
- 14. April: Kaiser Ferdinand II. ernennt in Göllersdorf erneut Wallenstein zum Oberbefehlshaber der kaiserlichen Truppen mit umfangreichen Vollmachten, darunter die Vollmacht, selbständig diplomatische Verhandlungen zu führen.

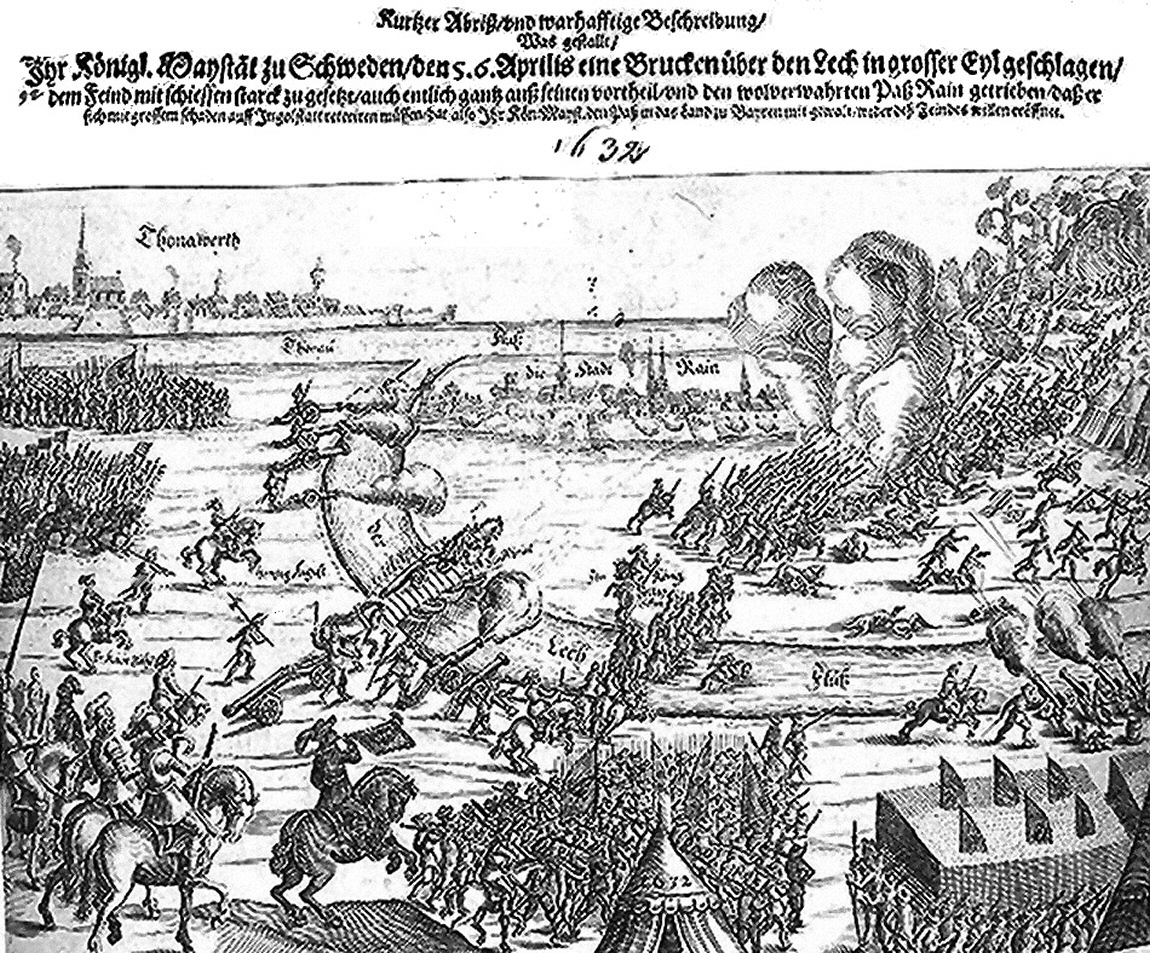
Schlacht bei Rain am Lech – zeitgenössische Darstellung

- 15. April: In der Schlacht bei Rain am Lech besiegen die Schweden unter König Gustav II. Adolf die Truppen der Katholischen Liga. Deren Feldherr Johann T’Serclaes von Tilly stirbt 15 Tage später in Ingolstadt an einer in der Schlacht erlittenen Schussverletzung im Oberschenkel. Der Versuch der Schweden, Ingolstadt zu erobern, wird von den Kaiserlichen jedoch zurückgeschlagen, wobei dem König das Schlachtross „unter dem Hintern“ erschossen wird. Die Angreifer wenden sich daraufhin nach Süden und bedrohen München. Kurfürst Maximilian von Bayern muss fliehen.
- 14. Mai: Johann von Werth besiegt die Schweden in einem Gefecht bei Landshut.
- 25. Mai: Wallenstein besetzt Prag.
- 05. Juni: Die Festung Ehrenbreitstein bei Koblenz wird durch französische Truppen besetzt.
- 20. Juli: Schwedische und Kaiserliche Truppen stehen sich in Wiesloch gegenüber und liefern einander erste Gefechte.
- 27. Juli: Erzherzog Leopold Wilhelm verteidigt erfolgreich die Festung Ehrenberg bei Reutte (Tirol) gegen die Schweden unter Bernhard von Sachsen-Weimar.

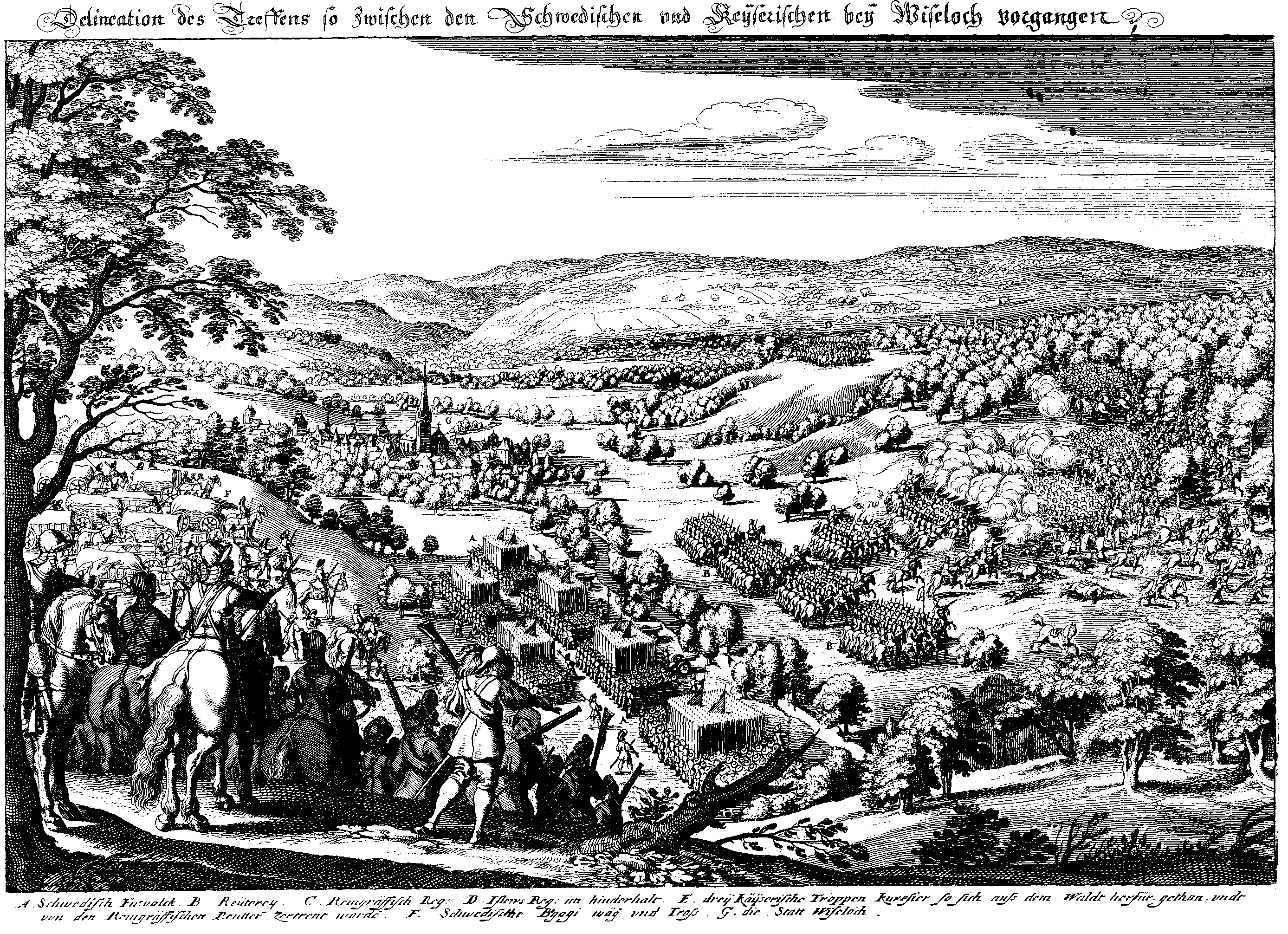
Schlacht bei Wiesloch, nach einem Stich von Matthäus Merian

- 16. August: In der Schlacht bei Wiesloch schlagen die Schweden unter Gustaf Graf Horn die Kaiserlichen unter Ernesto Montecuccoli.

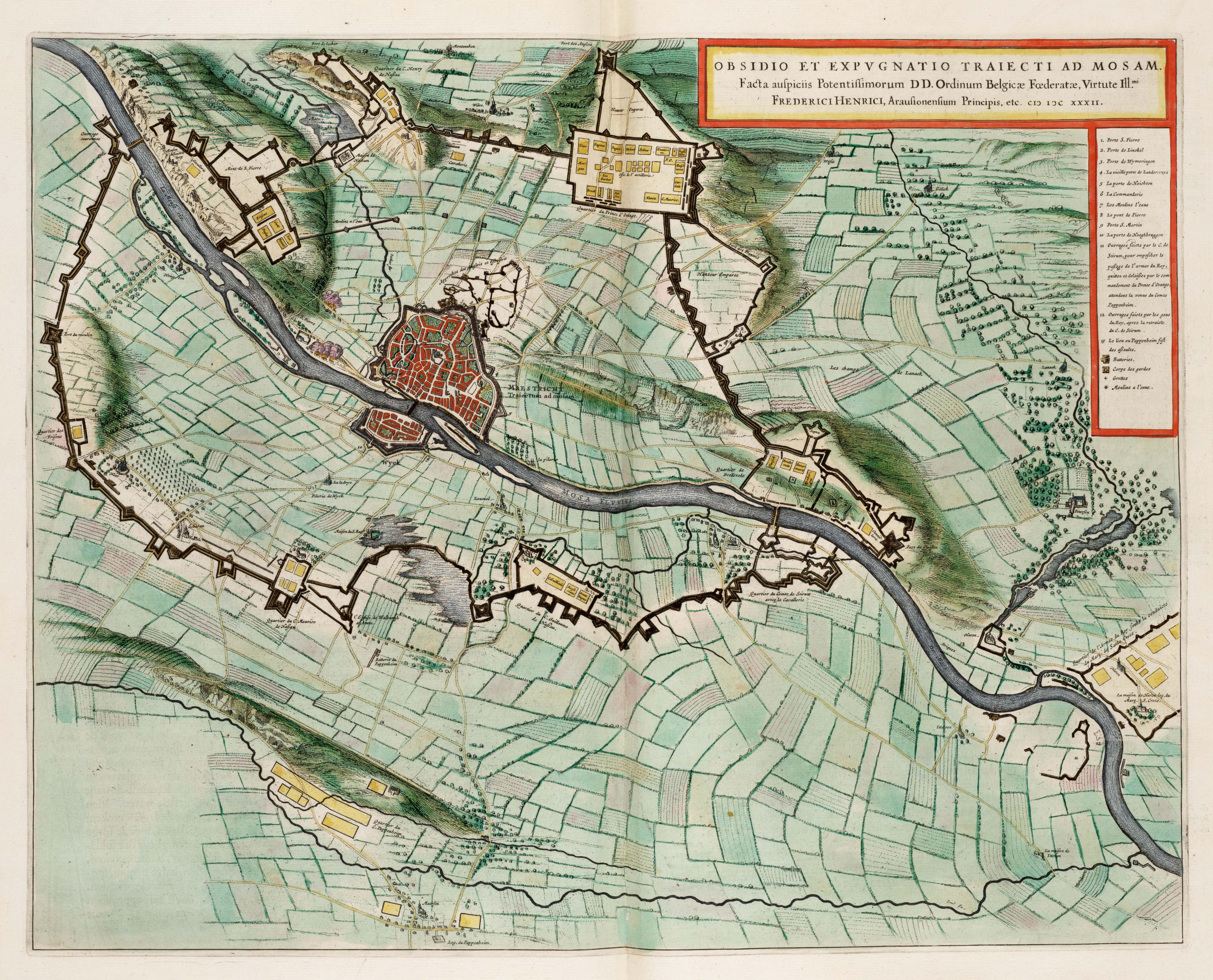
Belagerung von Maastricht

- 19. Juni bis 22. August: Friedrich Heinrich von Oranien belagert und erobert die Stadt Maastricht von den Spaniern.
- 17. August: Die Truppen von Gottfried Heinrich zu Pappenheim scheitern mit einem Sturmangriff auf die Belagerer der Stadt Maastricht in den Spanischen Niederlanden an niederländischen Soldaten. Der von einer durch die Infantin Isabella Clara Eugenia von Spanien versprochenen hohen Belohnung angelockte kaiserliche Heerführer zieht sich nach dem Misserfolg plündernd Richtung Saale zurück.
- 03. September: In der Schlacht an der Alten Veste bei Nürnberg bringen die kaiserlichen Söldner unter dem Befehl Wallensteins den schwedischen Truppen unter König Gustav Adolf die erste Niederlage bei.
- 20. September: Katholische Solothurner Bauern besiegen die reformierte Stadt Bern im Kluser Handel.
- In der Riedmark beginnt die Marchländische Bauernbewegung, ein Bauernkrieg unter der Führung des Martin Aichinger, genannt Laimbauer. Sie dauert bis 1636 an. Am 22. Oktober beauftragt der Hauptmann des Landes ob der Enns den Bürgermeister und den Rat der Stadt Freistadt, des Laimbauern habhaft zu werden und ihn nach Linz zu bringen, was nicht gelingt.
- 16. November: In der Schlacht bei Lützen treffen schwedische und kaiserliche Truppen aufeinander. König Gustav II. Adolf fällt im Kampf. Der Wallensteinsche Befehlshaber Gottfried Heinrich zu Pappenheim stirbt am folgenden Tag an einer Schussverletzung.
- 16. November: In Schweden wird Gustav Adolfs sechsjährige Tochter Christina Königin. Die politische Führung für die minderjährige Königin übernimmt Axel Oxenstierna.
- 21. Dezember: Die Schweden unter Wolf Heinrich von Baudissin besetzen Köln-Deutz, ziehen aber wegen der großen Gegenwehr bereits am nächsten Tag ab.
- 30. Dezember: Freiburg im Breisgau wird von schwedischen Truppen eingenommen.

#### Russland/Polen-Litauen
- 30. April: Sigismund III. Wasa, König von Polen und Großfürst von Litauen, stirbt. Sein Sohn Władysław IV. Wasa wird zu seinem Nachfolger gewählt.
- Oktober: Der bis 1634 dauernde Smolensker Krieg zwischen dem Zarentum Russland und Polen-Litauen beginnt mit einem russischen Angriff mit dem Wojewoden Michail Schein an der Spitze auf die Stadt Smolensk. Der russische Zar Michael I. nutzt das in Polen durch den Tod von König Sigismund III. Wasa entstandene Machtvakuum zu dem Versuch, unter Bruch des Waffenstillstands von Deulino, die 1618 an Polen-Litauen gefallenen Gebiete zurückzuerobern.

#### Frankreich

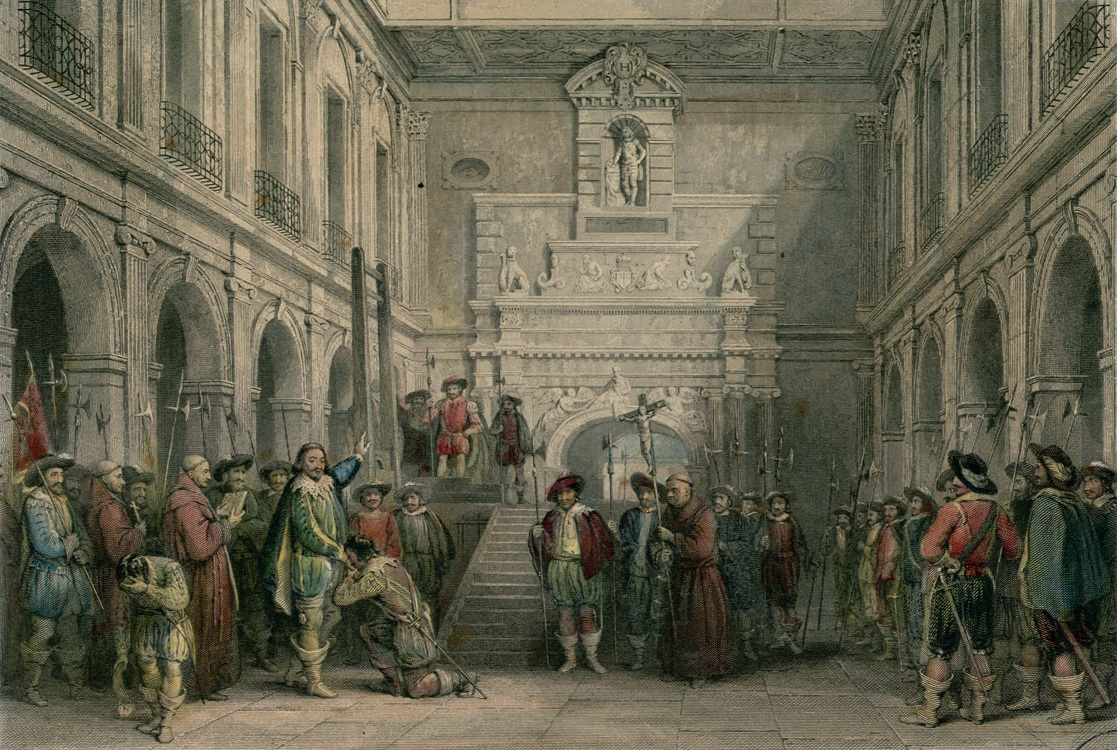
Die Exekution des duc de Montmorency, Historiengemälde von Thomas Allom

- 30. Oktober: In Toulouse wird Henri II. de Montmorency hingerichtet. Er hat zusammen mit Gaston von Orléans, dem jüngeren Bruder des Königs Ludwig XIII., einen Adelsaufstand im Languedoc gegen Kardinal Richelieu organisiert, wurde aber von königlichen Truppen im September besiegt und gefangen genommen. Mit ihm sterben die Montmorencys aus.

#### Amerikanische Kolonien
- 29. März: Im Vertrag von Saint-Germain-en-Laye wird die Rückgabe Neufrankreichs von England an Frankreich vereinbart. Zurückgegeben wird außerdem Akadien, in das die Engländer 1622 eingedrungen sind.
- Engländer kolonisieren die Antilleninsel Antigua in der Karibik und gründen die Stadt Saint John’s.

### Wirtschaft
- In Glückstadt wird die heute noch bestehende Druckerei J. J. Augustin gegründet.

### Wissenschaft und Technik
- 22. Februar: In Florenz widmet Galileo Galilei das Buch Dialog über die beiden wichtigsten Weltsysteme dem Großherzog Ferdinand II. und überreicht ihm das erste gedruckte Exemplar.
- Der schwedische König Gustav II. Adolf gründet in Dorpat die Academia Gustaviana als Teil der schwedischen Kolonialpolitik nach der Eroberung Livlands 1629.
- Thomas James setzt seine im Vorjahr begonnene Expedition auf der Suche nach der Nordwestpassage im Nordpolarmeer fort.

### Kultur

#### Malerei

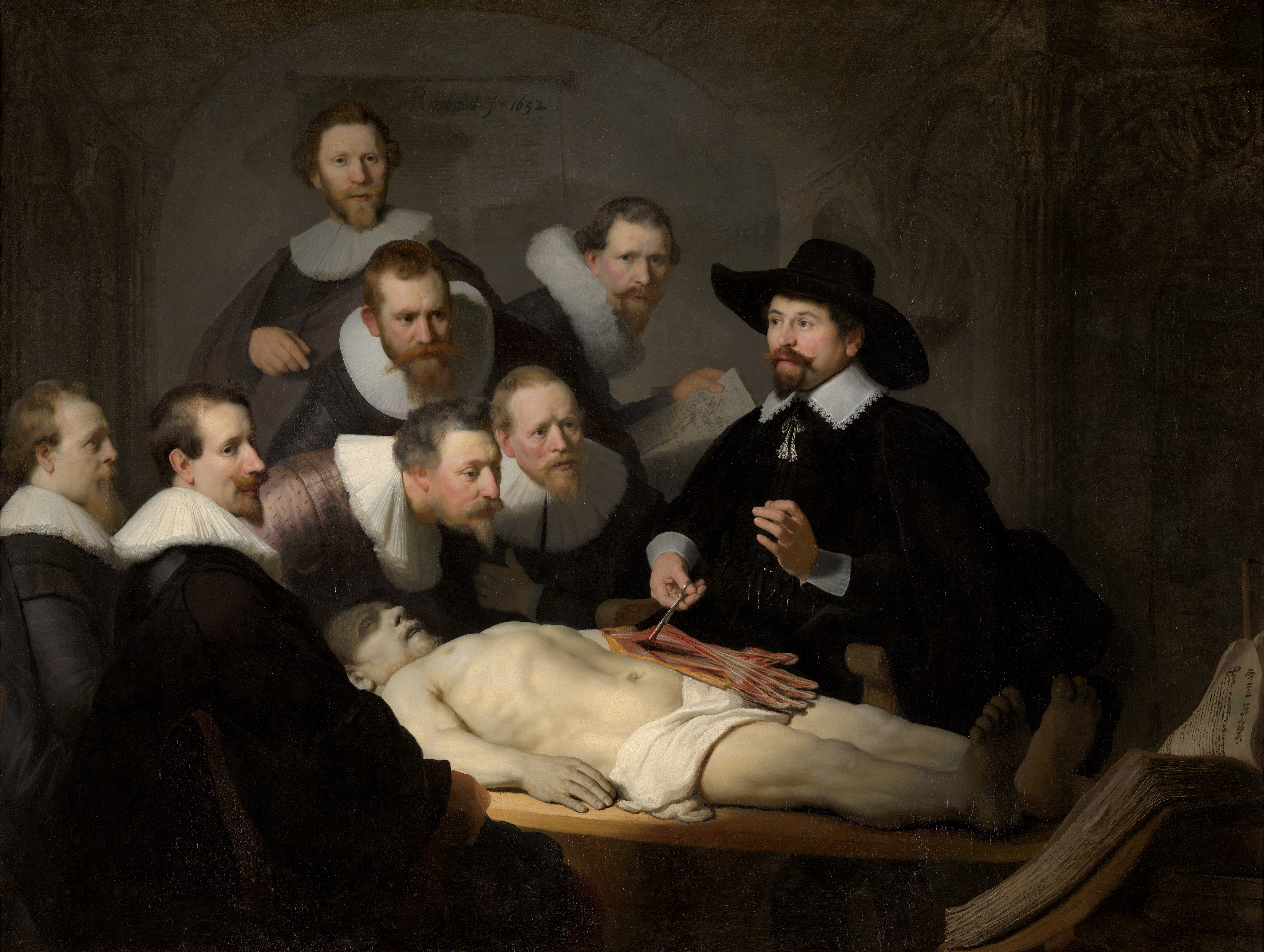
Die Anatomie des Dr. Tulp

Rembrandt van Rijn ist am 16. Januar bei einer Anatomievorlesung des Mediziners Nicolaes Tulp anwesend, bei der dieser die Leiche des hingerichteten Straßenräubers Adriaan Adriaanszoon obduziert. Im Laufe des Jahres vollendet er das Gemälde Die Anatomie des Dr. Tulp.

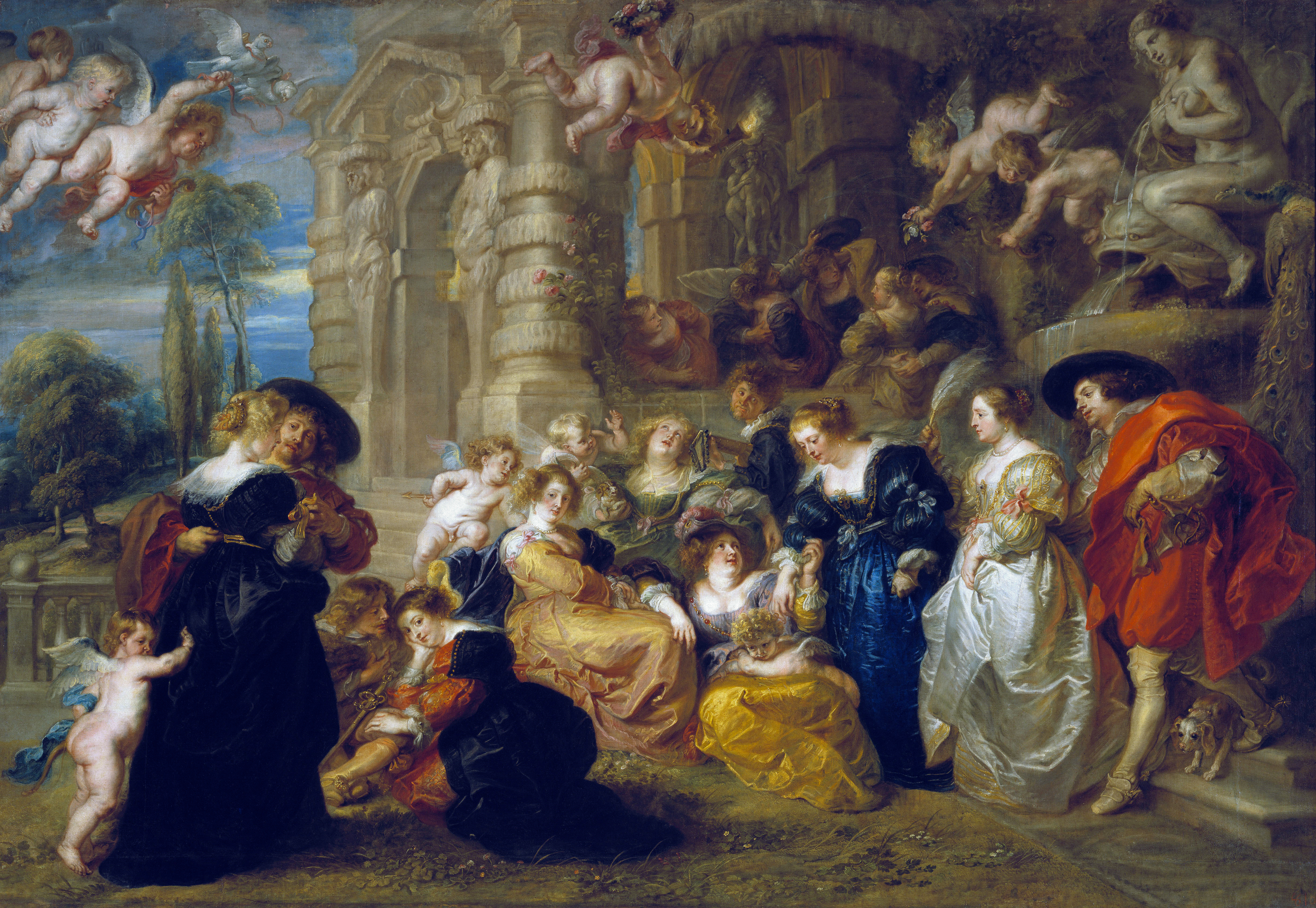
Der Liebesgarten

Der flämische Barockmaler Peter Paul Rubens malt um 1632 das Bild Der Liebesgarten. In dem mit Öl auf Leinwand gemalten Gemälde, das kein Auftragswerk ist, scheint Rubens sich und seine zweite Frau Helene Fourment mehrfach verewigt zu haben.

### September bis Dezember

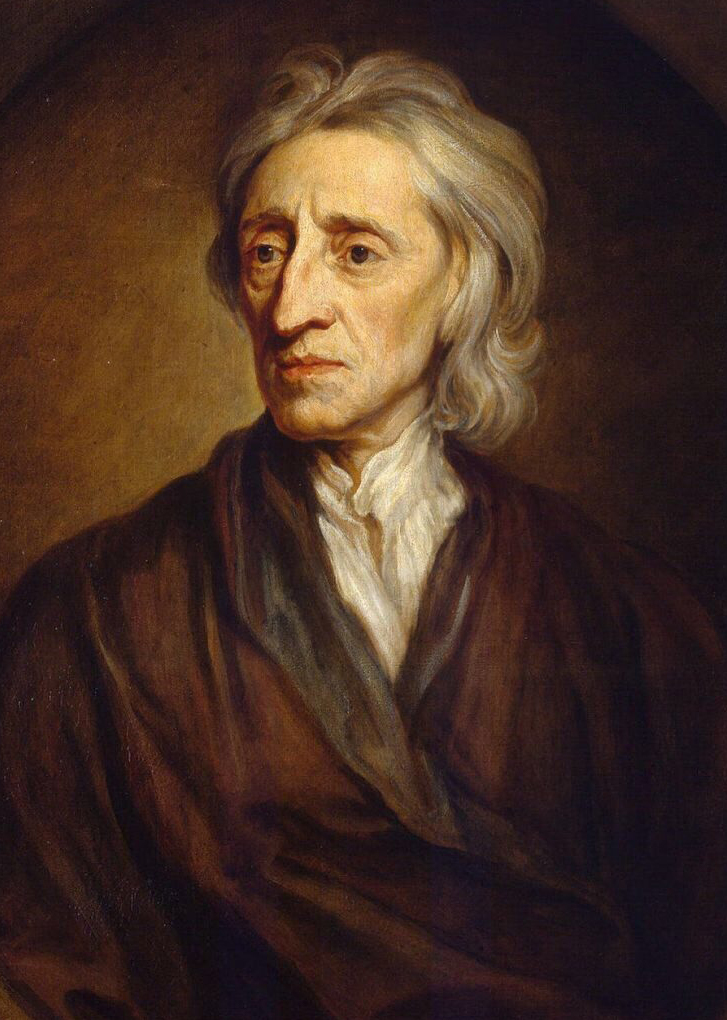
John Locke
Antoni van Leeuwenhoek
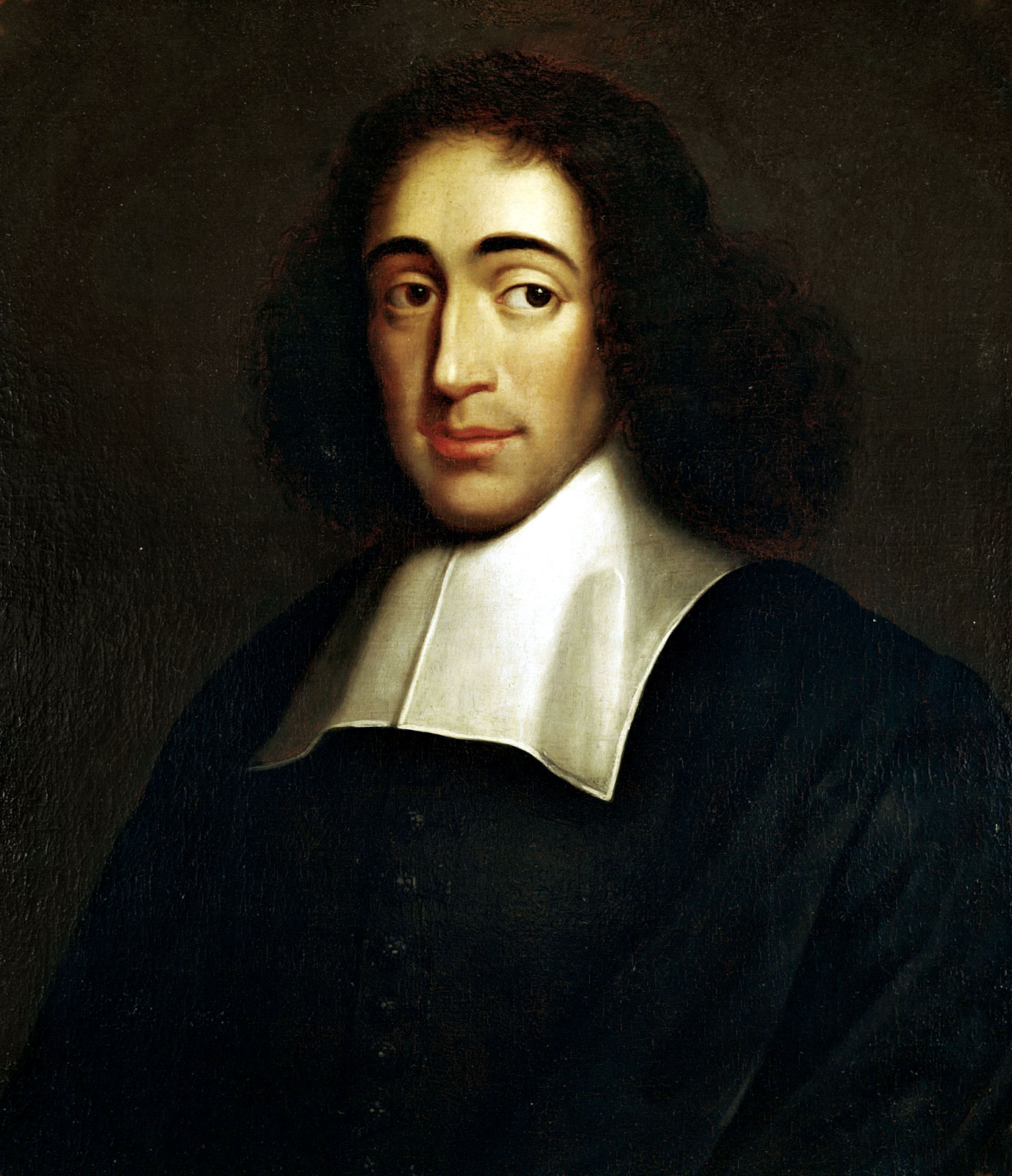
Baruch Spinoza
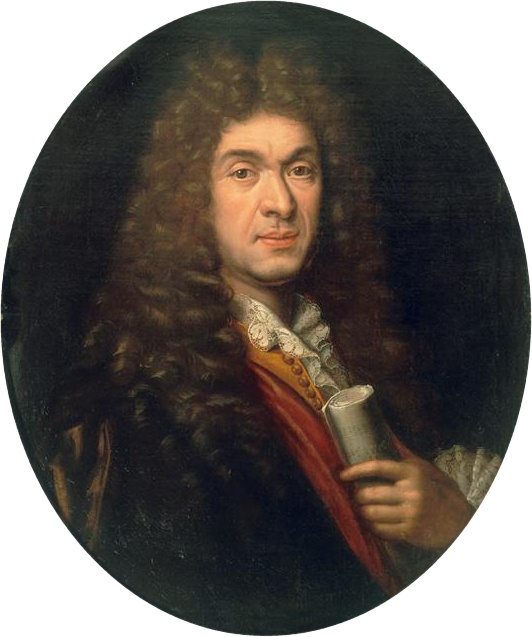
Jean-Baptiste Lully

### Erstes Halbjahr

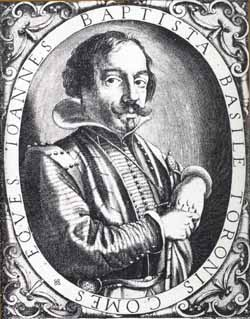
Giambattista Basile